# 105. vestlige længdekreds
Den 105. vestlige længdekreds (eller 105 grader vestlig længde) er en længdekreds, der ligger 105 grader vest for nulmeridianen. Den løber gennem Ishavet, Nordamerika, Stillehavet, det Sydlige Ishav og Antarktis.